# Glossosoma timurense
Glossosoma timurense är en nattsländeart som beskrevs av Martynov 1927. Glossosoma timurense ingår i släktet Glossosoma och familjen stenhusnattsländor. Inga underarter finns listade i Catalogue of Life.